# Buried-Bumper-Syndrom
Das Buried-Bumper-Syndrom (BBS; englisch für vergrabene Halteplatte) ist eine Komplikation bei liegender perkutaner endoskopischer Gastrostomie (PEG), also einem äußeren Magenzugang.
Die PEG-Sonde ist innerhalb des Magens an einer inneren Halteplatte befestigt, um das Herausrutschen der Sonde zu verhindern. Diese innere Halteplatte liegt der Magenwand im Normalfall lose an. Beim Buried-Bumper-Syndrom kommt es zum Einwachsen der Platte in die Magenwand. Zur Vorbeugung sollte eine regelmäßige Mobilisation der inneren Halteplatte mehrmals wöchentlich (im Rahmen des Verbandswechsels) erfolgen.